# Yvette Nicole Brown
Yvette Nicole Brown (ur. 12 sierpnia 1971 w East Cleveland, Ohio) – amerykańska aktorka oraz komiczka.

## Życiorys
Yvette Nicole Brown urodziła się w East Cleveland w stanie Ohio. Brown po raz pierwszy pojawiła się grając w różnych reklamach telewizyjnych. Pojawiła się w różnych serialach telewizyjnych takich jak Domowy front, Zwariowany świat Malcolma czy Świat Raven. Zagrała także rolę Helen Dubois, szefową kina w serialu młodzieżowym Nickelodeon – Drake i Josh. Od 2009 roku gra rolę Shirley Bennett w serialu NBC – Community.
Od 2010 roku użycza głosu Cookie w serialu animowanym Pound Puppies: Psia paczka.
Brown zagrała także gościnnie rolę Helen Dubois w serialu młodzieżowym Nickelodeon – Victoria znaczy zwycięstwo w odcinku Helen Back Again.
Wystąpiła również w innych serialach i filmach telewizyjnych jak Repo Men – Windykatorzy, Brzydka prawda, Różowe lata siedemdziesiąte, True Jackson i wielu innych.

## Filmografia
- 2004–2007: Drake i Josh jako Helen Dubois
- 2005: Świat Raven jako Monica
- 2008: Wesołych świąt – Drake i Josh jako Helen Dubois
- od 2009: Community jako Shirley Bennett
- 2009: Hotel dla psów jako pani Camwell
- 2009: Brzydka prawda jako Dori
- 2009: Sposób użycia jako pani Alberts
- 2009: True Jackson jako Coral Barns
- 2010: Repo Men – Windykatorzy jako Rhodesia
- 2011: Victoria znaczy zwycięstwo jako Helen Dubois (odcinek „Helen Back Again”)
- 2013: Percy Jackson: Sea of Monsters jako Fate[2]
- 2013: Dawno, dawno temu jako głos Urszuli[3]

i inne